# Her Awakening (film 1911)
Her Awakening è un cortometraggio muto del 1911 diretto da D.W. Griffith.

## Trama
Vergognandosi della madre povera e malvestita, una bella ragazza non ha il coraggio di presentarla a un suo corteggiatore. La madre, affranta, vaga per le strade e rimane uccisa in un incidente. La giovane troppo tardi si rende conto del male che ha fatto.

## Produzione
Il film fu prodotto dalla Biograph Company. Venne girato a Fort Lee, nel New Jersey, negli stabilimenti della Biograph.

## Distribuzione
Distribuito dalla General Film Company, il film - un cortometraggio di una bobina - uscì nelle sale cinematografiche statunitensi il 28 settembre 1911. Copia della pellicola, un positivo 16 mm, si trova conservata negli archivi dell'International Museum of Photography and Film at George Eastman House.